# 秦偉平
秦 偉平（しん いへい、チン・ウェイピン、簡体字: 秦伟平、1980年2月9日 - ）は、中華人民共和国湖北省黄岡市出身の時事評論家、経済学者。中国青年学生学者連合会会長。
ペンネームは秦邦。プリンストン大学中国学舎が運営するサイト、縦覧中国のコラムニストで米シンクタンクのハイポイント研究所研究員も務める。

## 経歴
1980年2月9日、中国湖北省黄岡市にて生まれる。
1998年、広州航海高等専門学校（現・広州航海学院）で学び、学生誌に「SCIの懸念」という記事を掲載する。また、広州で数万人の大学生を組織し、ユーゴスラビア大使館へNATO爆破に学生指導者の1人として参加した。
2002年には、深圳の「China Electronic Commerce」誌の記者を務めた。
2005年には、上海にQinbang Home Furnishing Companyを設立し、マネージングディレクターを務めた。
2007年、復旦大学経営学部でEMBAプログラムを研究（文部科学省ではない学位-成人向けトレーニングクラス）。
2008年、市民ジャーナリストおよびボランティアとして、文川地震被災地の災害救援活動に参加。
2013年、米国に渡航し、8月31日にニューヨークのタイムズスクエアで有名な公民権運動指導者マーティン・ルーサー・キング・ジュニアの有名な演説「I Have a Dream」の50周年を記念して中国民主党青年委員会（CYCC）を設立。「夢の力」に関する英語のスピーチを発表。
2014年、米国ニューヨーク州タイムズスクエアの路上で演説を行い、米国議会議事堂の入り口で香港傘運動を支持して英語の演説を行う。
2015年に、米国への習近平の訪問の前夜に、彼はワシントンの習近平との対話要求「習近平についての10の質問」の公開書簡発行およびACMテレビ局のインタビューを受けTPPの話題にラジオ・フリー・アジアとの独占インタビューを受け入れたとに招待され、ワシントンDCは「TPPの原因と影響と中国の対策」について講演した。
2016年、「China Crisis Road Map」、ISBN：978-1-940266-85-5という本を出版し、Radio Free Asia独占インタビューを受け、インドのダラムサラを訪問するよう招待され 、14世ダライラマと会って45分間のビデオインタビューを行う。
2017年には、プリンストン中国協会の下でオンラインジャーナル「Overview of China」の財務解説のコラムを書き、本「China Crisis Escape」、ISBN：978-1-940266-32-9を出版し、Radio Asiaへインタビュー。
2018年11月11日、2028年の米国議会への立候補を発表する声明を発表。
2019年6月1日、米国の中国大使館の前でIFCSSが開催する6月4日の30周年記念キャンドルライト記念を主宰。6月13〜15日、スイス、ジュネーブの国連人権理事会ベルギーのブリュッセルにある欧州連合本部で、香港の反送デモを支持するプラカードを作成し、国際社会に香港と中国の人権問題にもっと注意を払い、支援するよう呼びかけている。
2020年1月29日、中国危機三部作の最終章「中国危機勝者」を発表。2020年2月10日、正式に米海軍に参画した。

## 参照
1. ↑  “Censors Delete Internet Posts on Report of Cash Stash by Prominent Chinese” (英語). Radio Free Asia. 2016年12月10日閲覧。
2. ↑  鄭裕文. “时事大家谈: G20美中不足，习“宽衣”与张“烧香”刷爆网屏？”. 美国之音 2016年12月11日閲覧。
3. ↑  “秦伟平：蒙古的天不会因尊者达赖喇嘛访问而崩塌 | Human Rights in China 中国人権 | HRIC”. www.hrichina.org. 2016年12月10日閲覧。
4. ↑  “秦伟平：梦想的力量 | 独立中文笔会”. www.chinesepen.org. 2016年12月11日閲覧。
5. ↑  凱文・波尼亜（Kevin Ponniah），拉扎拉・馬林科維奇（Lazara Marinkovic） (5/8/2019). “中国驻南联盟大使馆被北约轰炸二十年的记忆追溯”. BBC中文网 5/8/2019閲覧。
6. ↑  秦偉平 (2002-01-01). “首期3000万，徳賽実施ERP”. 中国電子商務 (10).
7. ↑  “上海秦邦家居用品有限公司普陀分公司_全球企業庫”. company.gongchang.com. 2016年12月11日閲覧。
8. ↑  “秦偉平：雷洋事件在汶川地震八周年之際延燒”. 阿波羅新聞網 (2016年5月13日). 2016年12月11日閲覧。
9. ↑  “绵阳受灾民众安置点秩序井然 外国记者无话可说”. 楚天都市報-荊楚网. (2008年5月22日) 2008年5月22日閲覧。
10. ↑  中青会 (2013年8月17日). “中青会: 《中国民主党青年委員会 天下志士召集令》”. 中青会. 2016年12月11日閲覧。
11. ↑  中国民主党青年委員会 (2014-01-22), 《秦伟平先生在纽约时代广场发表2014新年贺词演说》 2016年12月11日閲覧。
12. ↑  “秦伟平先生在美国国会发表声援香港主题英文演说”. www.peacehall.com. 2016年12月11日閲覧。
13. ↑  美国之音中文网 (2015-09-09), VOA连线：习近平访美前夕，秦伟平发出十问公开信 2016年12月11日閲覧。
14. ↑  盟伝媒 ACM (2015-09-10), 秦伟平－十问习近平 2016年12月11日閲覧。
15. ↑  “经济学者秦伟平—TPP将提前终结中国经济神话” (中国語). Radio Free Asia. 2016年12月11日閲覧。
16. ↑  “TPP冲击，秦伟平为中国献策”. 世界日報. (2015年11月21日).  オリジナルの2016年12月20日時点におけるアーカイブ。
17. ↑   (中文) 中国危機路綫圖. 展望出版社. (2016-09-13). pp. 398
18. ↑  “专访秦伟平：中国危机重重会倒台？” (中国語). Radio Free Asia. 2016年12月11日閲覧。
19. ↑  “專訪：中青會會長秦偉平談訪問達蘭薩拉心得-達賴喇嘛西藏宗教基金會”. www.tibet.org.tw. 2016年12月20日時点のオリジナルよりアーカイブ。2016年12月11日閲覧。
20. ↑  “秦伟平专访尊者达赖喇嘛:习近平应推行政治改革”. www.peacehall.com. 2016年12月11日閲覧。
21. ↑  秦偉平. “蹊跷的津巴布韦政变与穆加贝命运”. 2017年11月15日閲覧。
22. ↑   中国危機大逃亡. 世界華語出版社. (2018-05-01 第二版). pp. 260. ISBN 9781940266329
23. ↑  自由亜洲電台. “专访秦伟平：中国危机大逃亡，千钧一发还是危言耸听？”. 2017年11月21日閲覧。
24. ↑  秦偉平 (2018年11月11日). “秦伟平关于参选美国国会议员的声明”.   普林斯頓中国学社《縦覧中国》网刊. 2020年11月4日閲覧。
25. ↑  羅暁媛 (2018年11月13日). “誓言【十年磨一剑】秦伟平宣布2028选国会议员”. 世界日報
26. ↑  林楽予 (2019年6月3日). “華府悼念“六四30周年”，更多年輕人加入”. 大紀元 (大紀元時報) 2019年6月22日閲覧。
27. ↑  邱家軍 (2019年6月1日). “中共大使館前六四屠殺30周年追悼会”.   YouTube. 2019年6月22日閲覧。
28. ↑  中青会 (2019年6月21日). “秦伟平在联合国及欧盟总部举牌声援香港反送中游行”. 縦覧中国 (普林斯頓中国学社) 2019年6月22日閲覧。
29. ↑  秦偉平 (2019年6月13日). “秦伟平在联合国人权机构总部举牌抗议声援香港遭遇冷眼和威胁”.   YouTube. 2019年6月22日閲覧。
30. ↑  秦偉平, 《中国危機大贏家》 (2020). 《中国危機大贏家》秦偉平 著. 美国: 神州出版社. pp. 223. ISBN 9781940266749
31. ↑  秦偉平 (2020年1月29日). “《中国危機大贏家》Google Play圖書” (中文).   神州出版社. 2020年11月4日閲覧。
32. ↑  https://www.harford.edu/about/offices-and-departments/Communications/student-success-stories/weiping-qin.aspx https://dps.sddc.army.mil/cust/explorer/addressBook/addressBook .xhtml？type = authorizedPickup＆orderId = 5140992